# Bahnbetriebswerk Thionville
Das Bahnbetriebswerk Thionville war das Bahnbetriebswerk (BW) von Thionville und gehört heute zum Technicentre SNCF Lorraine.

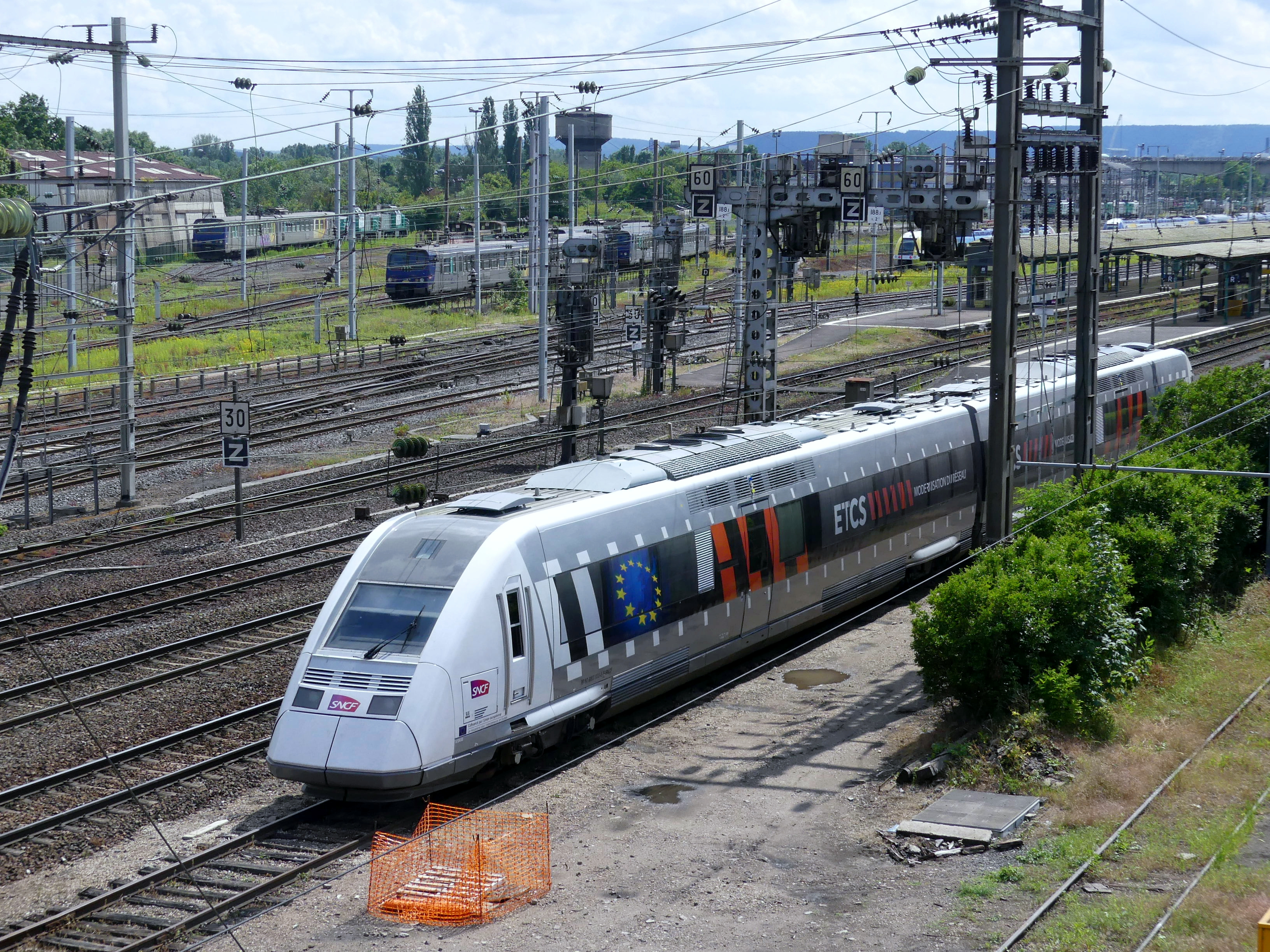
Bahnhof Thionville – im Hintergrund der Wasserturm des Bahnbetriebswerks

## Geschichte

### Erste Anlage
Es hatte ganz bescheidene Anfänge: Als die (damals) eingleisige Bahnstrecke Metz-Ville–Zoufftgen die Stadt 1854 erreichte, war Thionville eine französische Festung und militärische Belange hatten absoluten Vorrang. Das Schussfeld für die Artillerie im Vorfeld der Befestigungsanlagen war von Bauten freizuhalten und auch die Gleise durften nicht in die Festung hineingeführt werden. So endete die erste Eisenbahn nach Thionville vor der Stadt und alle Hochbauten durften nur aus leichten Material errichtet werden, damit sie im Verteidigungsfall sofort eingerissen werden konnten. Die Keimzelle des späteren BW bestand deshalb aus einem Schuppen für zwei Lokomotiven. Als die Bahn 1859 den Betrieb bis Luxemburg aufnahm, wurde der Schuppen erweitert, so dass nun vier Lokomotiven untergestellt werden konnten.

### Zweite Anlage
Die Anlage, die bis dahin zur Compagnie des chemins de fer de l’Est (EST) gehört hatte, ging 1871 in Folge des Deutsch-Französischen Kriegs an das Deutsche Reich und die Reichseisenbahnen in Elsaß-Lothringen (EL) über. Es fanden grundlegende Umbauten der Eisenbahninfrastruktur statt, denn Thionville wurde – auch militärstrategisch – durch die „Kanonenbahn“ als Eisenbahnknoten massiv aufgewertet. Für den Personenverkehr entstand an anderer Stelle der noch heute betriebene Bahnhof Thionville, der alte Bahnhof wurde nur noch für den Güterverkehr genutzt. Neben dem neuen Personenbahnhof entstand auch erstmals ein vollumfänglich eingerichtetes Bahnbetriebswerk mit einem Ringlokschuppen für 12 Lokomotiven. Die Anlage nahm 1878 ihre Arbeit auf. Anschließend entstand ein weiterer Ringlokschuppen mit 21 Ständen. Mit dem Aufstieg der Stahlindustrie erlebte der Güterverkehr einen dramatischen Aufschwung und 1907 hatte das BW 155 Lokomotiven zu betreuen. Es wurde bis in den Zweiten Weltkrieg hinein parallel zu der dritten Anlage genutzt. In der Phase des anschließenden Wiederaufbaus wurden die Funktionen dann weitestgehend dorthin verlagert.

### Dritte Anlage
1909 erhielt Thionville wegen der drastischen Verkehrszunahme ein zweites BW an der Südeinfahrt des Bahnhofs mit einem Ringlokschuppen, der mit 26 Gleisen und einer 20 m-Drehscheibe ausgestattet war. Nach dem Ersten Weltkrieg wurde der Eisenbahnbetrieb im ehemaligen Reichsland Elsaß-Lothringen in der Administration des chemins de fer d’Alsace et de Lorraine (AL) neu organisiert, die auch das BW Thionville übernahm. Sie baute es weiter aus. Wegen der Zuweisung größerer Schnellzuglokomotiven musste die Drehscheibe durch eine 24 m-Drehscheibe ersetzt werden. Neue Gebäude zur Versorgung des Personals und für die Arbeit der Verwaltung entstanden. Im Umfeld der Drehscheibe wurden 17 weitere – nicht überdachte – Strahlengleise ergänzt und 1929 ging eine 45 m lange Schlackegrube in Betrieb. Seit dem 1. Januar 1938 gehörte auch das BW Thionville zur SNCF, der neu gegründeten französischen Staatsbahn.
Bei Beginn des Zweiten Weltkriegs waren in Thionville 112 Lokomotiven beheimatet. Beim Angriff der Wehrmacht im Mai und Juni 1940 erlitt das BW erste Schäden durch Artilleriebeschuss. Vor der Rückeroberung 1944 erfolgten fünf Luftangriffe auf das BW. 60 % der Anlagen wurden zerstört oder schwer beschädigt, ebenso 26 Lokomotiven. Beim Wiederaufbau erhielt das BW zwei 24 m-Drehscheiben und einen Ringlokschuppen mit 26 Gleisen. 1955 erreichte die Elektrifizierung Thionville, gefolgt von einer ständigen Abnahme der Zahl der im BW betreuten Dampflokomotiven. Bis 1960 war der Bestand auf eine Handvoll reduziert, die die (damals) noch nicht elektrifizierte Strecke nach Apach bedienten. Im Gegensatz zu anderen Bahnbetriebswerken, die durch die Umstellung überflüssig und geschlossen wurden, übernahm das BW Thionville aber nun die Betreuung der Elektrolokomotiven. Allerdings ist der Bedarf an Arbeits- und Stellfläche dabei viel geringer als bei Dampflokomotiven. Der südliche Ringlokschuppen wurde deshalb 1983 abgebrochen.
Mitte der 1990er Jahre wurde das BW Thionville mit der entsprechenden Dienststelle in Metz fusioniert, aber als Standort erhalten. Diese Fusion hieß nun: Établissement de Maintanance et de Traction Nord-Lorraine (EMT Nord-Lorraine) – das BW Thionville war in dieser Einheit eine unité-production. Seit 2010 heißt die Dienststelle Technicentre SNCF Lorraine.